# أبو بلاس
أبو بلاس (تل الفخار)، هو موقع أثري في الصحراء الليبية بمصر. تقع على بعد حوالي 200 كيلو متر جنوب غرب واحات الداخلة وتتكون من مخروطين معزولين من الحجر الرملي في الصحراء المسطحة.كلا التلال مغطاة بالفخار المصري. وكانت هذه السفن في بداية القرن 20 في حالة جيدة في كثير من الأحيان ولكن اليوم بسبب السياحة الحديثة - مدمره للغاية. تم اكتشاف الموقع في عامي 1918 و 1923  تم إجراء المزيد من الأبحاث الحديثة في السنوات الماضية.

## الاحتلال الحجري الحديث
يقترح العلماء, أن منطقة أبو بلاس قد احتلت من حوالي 8700 BP إلى حوالي 5700 BP. إنهم يلومون الظروف البيئية على التوقف المفاجئ للاحتلال البشري هناك.

## درب أبو بلاس
ظلت طبيعة هذا الموقع لغزاً لفترة طويلة من الوقت. وقد أظهرت الأبحاث الحديثة أن الموقع كان محطة على طريق صحراوي قديم ، يسمى درب أبو بلاس ، يربط واحة دقلةبالجلف الكبير وجبل العوينات . يؤكد بعض الباحثين أن أبو بلاس كان علامة فارقة في طريق التجارة المصرية القديمة إلى وسط أفريقيا أو للتنقيب عن المعادن  تم إنشاء المكان في أواخر المملكة القديمة أو أوائل الفترة الانتقالية الأولى ، عندما قررت بعض السلطات ترتيب مستودعات الإمداد على مسار في الصحراء. كان أبو بلاس من أكبرهم. إلى جانب الفخار، تم اكتشاف بعض المنحوتات الصخرية والأدوات الحجرية وحتى لوحة ألعاب السنت المنحوته على حجر.لا توجد مصادر مياه قريبة ، من الواضح أنه تم جلب جميع المياه والطعام هنا من واحات الداخلة بالحمير. على الأرجح عاش الناس هنا لفترات قصيرة من الوقت. وكان الطريق الصحراوي يستخدم بشكل رئيسي في نهاية المملكة القديمة وبدرجة أقل في الفترة المتوسطة الثانية وفي المملكة الحديثة.

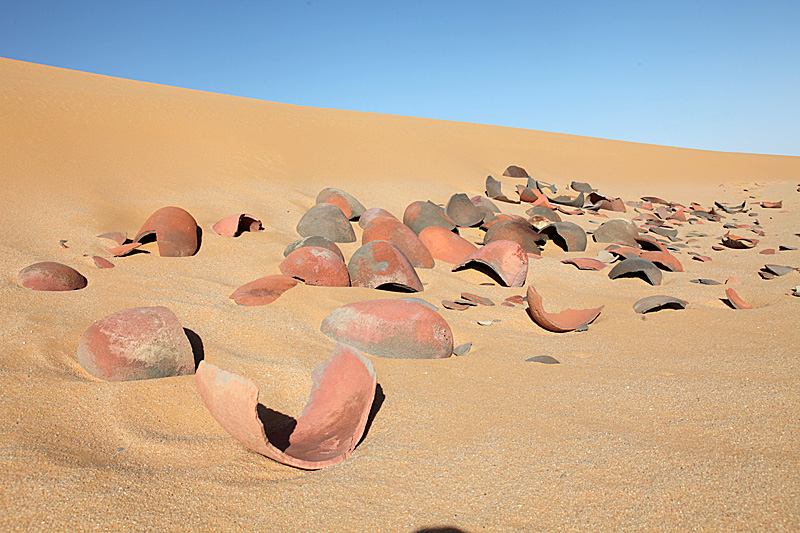
فخار في أبو بلاص
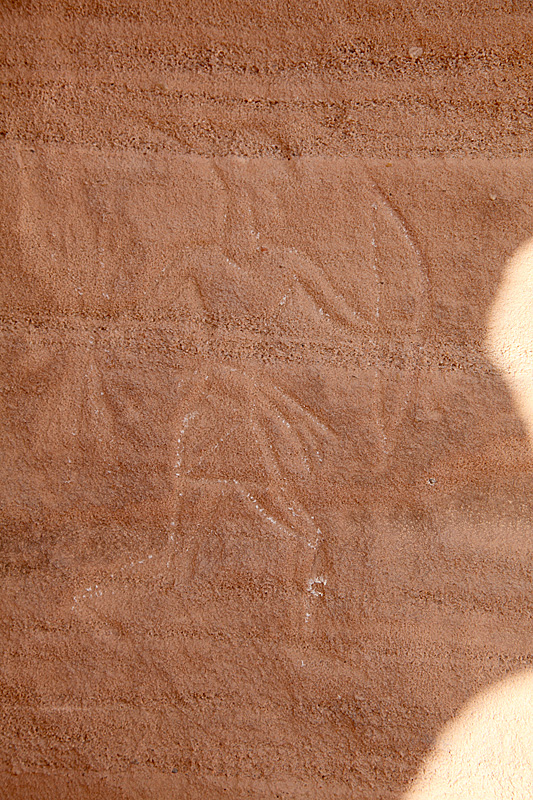
نقش بومان
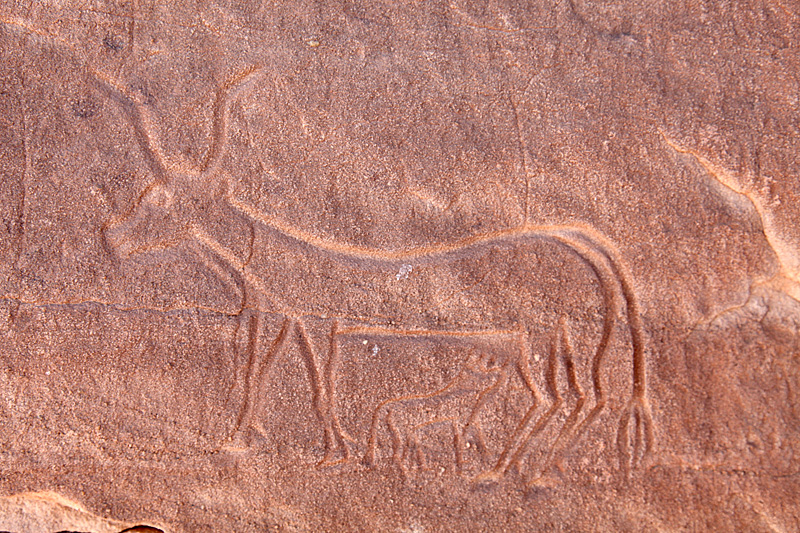
نقش بقرة ترضع عجلها